# Horseshoe Bay (Texas)
Horseshoe Bay is een plaats (census-designated place) in de Amerikaanse staat Texas, en valt bestuurlijk gezien onder Burnet County en Llano County.

## Demografie
Bij de volkstelling in 2000 werd het aantal inwoners vastgesteld op 3337.

## Geografie
Volgens het United States Census Bureau beslaat de plaats een oppervlakte van
69,1 km², waarvan 60,5 km² land en 8,6 km² water.

## Plaatsen in de nabije omgeving
De onderstaande figuur toont nabijgelegen plaatsen in een straal van 8 km rond Horseshoe Bay.